# リコール (地方公共団体)

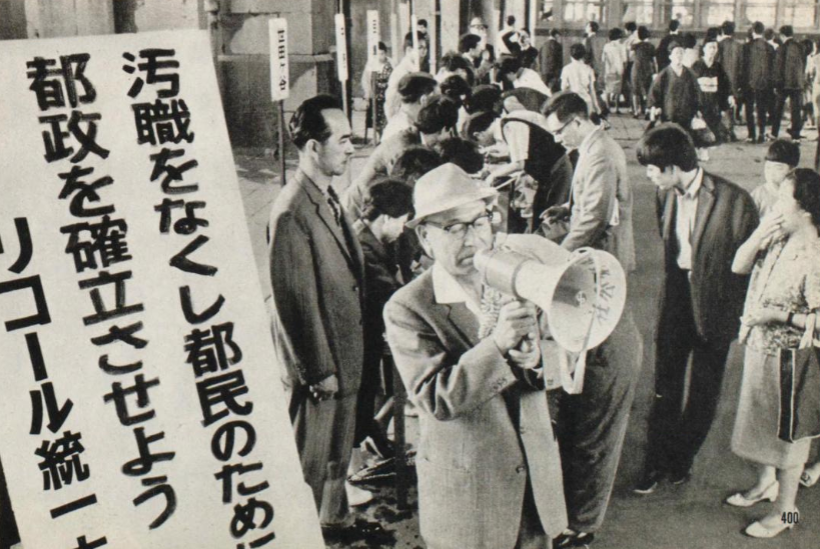
黒い霧事件を受け、東京都議会の解散を求めて行われたリコール署名運動（1965年6月5日）

リコールとは、有権者が公職や役員の解職を求めることができる制度である。解職請求権ともいう。

## 地方自治法におけるリコール制度
地方自治法では第76条から第88条まで及び第296条で定められた直接請求制度の一つである。

### 制度
都道府県知事・市町村長の解職
選挙権のあるもの（有権者）の3分の1以上（有権者総数が40万人を超えるときは、40万を超える数の6分の1と40万の3分の1を合計した数以上、80万を超えるときは、80万を超える数の8分の1と40万の2分の1を合計した数以上）の署名を集めて選挙管理委員会に請求できる（地方自治法第81条第1項）。
署名募集期間は都道府県及び政令都市の場合2か月、その他の市町村の場合は1か月に限られる（地方自治法施行令第92条第3項)。
請求が有効であれば、請求から60日以内に住民投票が行われる（地方自治法第81条第2項）。投票の告示は、都道府県知事については少なくとも投票日の30日前に、市町村長については少なくとも投票日の20日前にしなければならない（地方自治法施行令第116条の2）。
解職投票において有効投票総数の過半数が賛成すれば、その首長（都道府県知事・市町村長）は失職する（地方自治法第83条）。ただし、投票前に対象の首長が職を失い又は死亡した場合は解職投票を行わない（地方自治法施行令第116条の2）。
その首長の選挙から1年間（無投票当選を除く）又は解職投票日から1年間は解職請求をすることができない（地方自治法第84条）。
地方議会の解散
有権者の3分の1以上（40万を超えるときは、40万を超える数の6分の1と40万の3分の1を合計した数以上、80万を超えるときは、80万を超える数の8分の1と40万の6分の1と40万の3分の1を合計した数以上）の署名を集めて選挙管理委員会に請求できる（地方自治法第76条第1項）。
請求が有効であれば、請求から60日以内に住民投票が行われる（地方自治法第76条第3項及び地方自治体施行令第100条の2条）。投票の告示は、都道府県議会については少なくとも投票日の30日前に、市町村議会については少なくとも投票日の20日前にしなければならない（地方自治法施行令第100条の2条）。
投票において有効投票総数の過半数が賛成すれば、解散となる（地方自治法第78条）。ただし、投票前に議員が全て欠けた場合は投票を行わない（地方自治法施行令第102条）。
その議会の議員選挙から1年間又は解散投票日から1年間は解散請求をすることができない（地方自治法第79条）。
財産区の議会も解散請求の対象となっている（地方自治法第296条第3項）。
地方議員の解職
対象の議員の選挙区の有権者（選挙区が無い場合は地方自治体の全有権者）の3分の1以上（40万を超えるときは、40万を超える数の6分の1と40万の3分の1を合計した数以上、80万を超えるときは、80万を超える数の8分の1と40万の6分の1と40万の3分の1を合計した数以上）の署名を集めると、選挙管理委員会に請求できる（地方自治法第80条第1項）。
請求が有効であれば、請求から60日以内にその選挙区（選挙区が無い場合は全域）において住民投票が行われる（地方自治法第80条第3項及び地方自治法施行令第113条）。投票の告示は、都道府県議会議員については少なくとも投票日の30日前に、市町村議会議員については少なくとも投票日の20日前にしなければならない（地方自治法施行令第113条の2）。
解職投票において有効投票総数の過半数が賛成すれば、その議員は失職する（地方自治法第83条）。ただし、投票前に対象の議員が職を失い又は死亡した場合は投票を行わない（地方自治法施行令第112条）。
その議員に関して選挙から1年間（無投票当選を除く）又は解職投票日から1年間は解職請求をすることができない（地方自治法第84条）。
財産区の議員も解職請求の対象となっている（地方自治法第296条第3項）。
地方役員の解職
有権者の3分の1以上（40万を超えるときは、40万を超える数の6分の1と40万の3分の1を合計した数以上、80万を超えるときは、80万を超える数の8分の1と40万の6分の1と40万の3分の1を合計した数以上）の署名を集めると、副知事・副市町村長、選挙管理委員、監査委員、公安委員会委員、総合区長の解職を都道府県知事・市町村長に請求できる（地方自治法第86条）。
請求が有効であれば、首長が議会に付議し、議員の3分の2以上が出席し、その4分の3以上の多数による同意があれば職を失う（地方自治法第87条第1項）。
副知事・副市町村長の解職の請求は、就任から1年間及び解職請求に基づく地方議会の解職採決日から1年間はすることができない（地方自治法第88条第1項）。
選挙管理委員・監査委員・公安委員会委員の解職の請求は、就任から6ヶ月間及び地方議会の解職採決日から6ヶ月間はすることができない（地方自治法第88条第2項）。
罰則
上述の場合のいずれにおいても、威力を用いて署名に対する妨害行為を行った者や、署名において不正な行為を行った者については、地方自治法第74条の4条を準用し罰則が下される（地方自治法第76条第4項、第80条第4項、第81条第2項及び第86条第4項）。

### 実例
地方自治法の施行から2021年（令和3年）3月末までの間に、必要な署名数を集めて本請求に至ったのは、長の解職が193件、議員の解職が101件、議会の解散が193件である 。創設期から1960年（昭和35年）までの期間で大半を占め、その理由として、新設中学の設置や、自治体警察の存廃、昭和の大合併等によるものとされている。その後は、解職、解散とも平成の大合併に伴うものが多い。

#### 解職請求

##### 1940年代
1947年（昭和22年）5月3日から1950年（昭和25年）5月14日までの期間に、本請求に至った長の解職請求は75件、議員の解職請求は18件である。
| 住民投票日     | 氏名             | 役職                     | 結果   | 備考                                             |
| -------------- | ---------------- | ------------------------ | ------ | ------------------------------------------------ |
| 1948年5月14日  | 渡辺真之丞       | 茨城県猿島郡幸島村長     | 成立   |                                                  |
| 1948年5月24日  | 秋山金四郎       | 山梨県北巨摩郡旭村長     | 不成立 |                                                  |
| 1948年6月30日  | 岡部文治         | 福島県安積郡大槻町長     |        | 賛成多数・仙台高裁係属中                         |
| 1948年6月30日  | 藤国治太郎       | 山口県玖珂郡高森町長     | 不成立 |                                                  |
| 1948年6月30日  | 田上政行         | 熊本県阿蘇郡柏村長       | 成立   |                                                  |
| 1948年7月1日   | 渡辺貞次郎       | 福島県南会津郡伊北村長   | 不成立 |                                                  |
| 1948年7月14日  | 安村正人         | 山口県萩市長             | 不成立 |                                                  |
| 1948年7月20日  | 加藤喜久雄       | 埼玉県南埼玉郡柏間村長   | 成立   |                                                  |
| 1948年7月25日  | 真野万穰         | 北海道二海郡八雲町長     | 不成立 |                                                  |
| 1948年8月1日   | 許斐親三郎       | 福岡県田川郡糸田町長     |        | 賛成多数・裁決（投票無視）                       |
| 1948年8月25日  | 西真一           | 岡山県上房郡高梁町長     |        | 執行停止仮処分                                   |
| 1948年9月4日   | 丸岡久三郎       | 北海道雨竜郡妹背牛町長   | 不成立 |                                                  |
| 1948年9月9日   | 平川賢治         | 埼玉県南埼玉郡三箇村長   | 成立   |                                                  |
| 1948年9月10日  | 佐藤吉郎         | 福島県耶麻郡豊川村長     | 成立   |                                                  |
| 1948年9月17日  | 安藤弘           | 熊本県球磨郡黒肥地村長   | 成立   |                                                  |
| 1948年9月19日  | 渡辺清吾         | 福岡県田川郡猪位金村長   | 不成立 |                                                  |
| 1948年9月24日  | 安井仲右衛門     | 福井県丹生郡糸生村長     |        | 辞職                                             |
| 1948年9月26日  | 酒井沢喜         | 大分県直入郡竹田町長     | 不成立 |                                                  |
| 1948年10月2日  | 菅原源太郎       | 宮城県加美郡色麻村長     | 不成立 |                                                  |
| 1948年10月18日 | 寺田齊           | 長崎県下県郡厳原町長     | 成立   | 下記の同町議会解散請求とのダブルリコールの成立。 |
| 1948年10月20日 | 鶴岡一雄         | 熊本県球磨郡木上村長     | 成立   |                                                  |
| 1948年10月30日 | 山口知行         | 茨城県新治郡下大津村長   | 成立   |                                                  |
| 1948年11月2日  | 中田重稲         | 高知県吾川郡伊野町長     | 成立   |                                                  |
| 1948年11月7日  | 伊藤孫一         | 秋田県仙北郡横沢村長     | 不成立 |                                                  |
| 1948年11月16日 | 本田修           | 大分県直入郡萩村長       | 成立   |                                                  |
| 1948年11月21日 | 小池宗次郎       | 茨城県猿島郡古河町長     | 不成立 |                                                  |
| 1948年12月5日  | 伊藤一           | 愛媛県新居郡大保木村長   | 不成立 |                                                  |
| 1948年12月21日 | 岩谷勇八         | 秋田県北秋田郡綴子村長   |        | 賛成多数・仙台高裁係属中                         |
| 1949年1月12日  | 逆井信           | 茨城県猿島郡逆井山村長   | 成立   |                                                  |
| 1949年1月24日  | 粥川茂           | 岐阜県加茂郡富岡村長     | 不成立 |                                                  |
| 1949年2月15日  | 小山四三         | 長野県北佐久郡北御牧村長 | 成立   |                                                  |
| 1949年2月16日  | 稲田彪           | 茨城県久慈郡機初村長     | 不成立 |                                                  |
| 1949年4月4日   | 山田信春         | 鳥取県東伯郡舎人村長     |        | 辞職                                             |
| 1949年4月27日  | 五十嵐五郎右衛門 | 福井県坂井郡木部村長     | 不成立 |                                                  |
| 1949年5月2日   | 尾形甚治         | 宮城県栗原郡築館町長     |        | 賛成多数・仙台高裁係属中                         |
| 1949年5月8日   | 西野仁兵衛       | 茨城県那珂郡那珂湊町長   | 成立   |                                                  |
| 1949年5月14日  | 酒井貞次郎       | 茨城県猿島郡幸島村長     | 成立   |                                                  |
| 1949年5月21日  | 渡辺八三郎       | 千葉県匝瑳郡栄村長       | 不成立 |                                                  |
| 1949年5月31日  | 民田梅一         | 長崎県南松浦郡北魚目村長 |        |                                                  |
| 1949年6月4日   |                  | 熊本県玉名郡坂下村長     | 不成立 |                                                  |
| 1949年6月21日  | 中谷孫八郎       | 青森県北津軽郡飯詰村長   | 成立   |                                                  |
| 1949年7月30日  | 森山岩夫         | 山口県熊毛郡田布施町長   | 不成立 |                                                  |
| 1949年9月25日  | 八代智蔵         | 大阪府守口市長           | 成立   | 市長に対する初のリコール成立。                   |
| 1949年10月9日  | 麻生寛道         | 宮城県刈田郡白石町長     |        |                                                  |
| 1949年10月14日 | 相良義武         | 大分県下毛郡下郷村長     | 成立   |                                                  |
| 1950年1月15日  | 日吉宗能         | 石川県鳳至郡穴水町長     | 成立   |                                                  |

##### 1950年代
1950年（昭和25年）5月15日から1960年（昭和35年）5月31日までの期間に、本請求に至った長の解職請求は52件、議員の解職請求は24件である。
| 住民投票日     | 氏名           | 役職                       | 結果   | 備考                                                                            |
| -------------- | -------------- | -------------------------- | ------ | ------------------------------------------------------------------------------- |
| 1951年1月15日  | 高橋末治       | 岩手県胆沢郡永岡村長       | 不成立 |                                                                                 |
| 1951年2月8日   | 中村浩         | 長野県埴科郡五加村長       | 成立   |                                                                                 |
| 1951年3月14日  | 菅野栄峰       | 岩手県江刺郡玉里村長       | 成立   |                                                                                 |
| 1951年4月10日  | 柳ヶ水槌太郎   | 鹿児島県出水郡江内村長     | 成立   |                                                                                 |
| 1951年9月19日  | 竹本武         | 鳥取県気高郡宝木村長       | 成立   |                                                                                 |
| 1951年11月27日 | 佐藤一也       | 茨城県稲敷郡源清田村長     |        | 期日告示後辞職                                                                  |
| 1951年12月16日 | 石田鉄蔵       | 神奈川県足柄上郡南足柄町長 | 成立   |                                                                                 |
| 1952年4月10日  | 小沢正人       | 長野県東筑摩郡塩尻町長     | 不成立 |                                                                                 |
| 1952年4月12日  | 嶋本喜一       | 和歌山県西牟婁郡串本町長   | 成立   |                                                                                 |
| 1952年7月16日  | 木村真         | 茨城県那珂郡山方町長       | 成立   |                                                                                 |
| 1952年11月4日  | 荒木武熊       | 鹿児島県熊毛郡上屋久村長   | 成立   |                                                                                 |
| 1952年11月28日 | 早坂亀太郎     | 宮城県加美郡色麻村長       | 成立   |                                                                                 |
| 1952年12月18日 | 瀧澤弘毅       | 新潟県古志郡北谷村長       | 成立   |                                                                                 |
| 1952年12月21日 | 玉田尾治       | 青森県中津軽郡駒越村長     | 不成立 |                                                                                 |
| 1953年1月13日  |                | 島根県邇摩郡大森町長       | 成立   |                                                                                 |
| 1953年2月20日  | 田中伝七       | 新潟県北蒲原郡佐々木村長   | 成立   |                                                                                 |
| 1953年3月26日  | 京谷仁左衛門   | 秋田県南秋田郡天王町長     | 成立   |                                                                                 |
| 1953年4月30日  | 佐藤健造       | 東京都渋谷区長             | 成立   |                                                                                 |
| 1953年7月19日  |                | 大分県南海部郡下堅田村長   | 不成立 |                                                                                 |
| 1953年9月10日  | 黒田義夫       | 岡山県久米郡久米村長       | 成立   |                                                                                 |
| 1953年10月27日 | 布施川雄次     | 群馬県多野郡吉井町長       | 不成立 |                                                                                 |
| 1953年12月17日 |                | 山口県阿武郡須佐町長       | 成立   |                                                                                 |
| 1953年12月23日 |                | 長崎県南松浦郡日島村長     | 成立   |                                                                                 |
| 1954年3月15日  | 両坂清五郎     | 北海道太櫓郡太櫓村長       | 成立   |                                                                                 |
| 1954年3月16日  | 中野渡惣一     | 青森県上北郡大深内村長     | 不成立 |                                                                                 |
| 1954年5月12日  | 菅原利夫       | 岡山県御津郡建部町長       | 成立   |                                                                                 |
| 1954年12月7日  | 寺崎真円       | 山形県北村山郡大高根村長   | 不成立 |                                                                                 |
| 1956年2月10日  | 水口与三左衛門 | 京都府中郡五十河村長       | 不成立 |                                                                                 |
| 1956年9月30日  | 菊池豊         | 茨城県下館市長             | 成立   | その後下館市議2期。                                                             |
| 1956年10月22日 |                | 奈良県添上郡大柳生村長     | 成立   |                                                                                 |
| 1956年11月12日 | 吉田敬一       | 岩手県紫波郡都南村長       | 不成立 |                                                                                 |
| 1956年11月18日 | 菅原惟一郎     | 岩手県東磐井郡室根村長     | 成立   |                                                                                 |
| 1956年11月26日 |                | 熊本県上益城郡河原村長     | 不成立 |                                                                                 |
| 1957年1月27日  | 山下誠一       | 山口県萩市長               | 不成立 |                                                                                 |
| 1957年6月11日  | 村田喜一       | 新潟県北蒲原郡佐々木村長   | 不成立 |                                                                                 |
|                | 横瀬花兄七     | 茨城県下妻市長             | 不成立 |                                                                                 |
| 1957年7月28日  | 有吉豊         | 徳島県那賀郡羽ノ浦町長     | 不成立 |                                                                                 |
| 1958年7月22日  | 林田実昇       | 長崎県南高来郡有家町長     | 成立   |                                                                                 |
| 1959年2月7日   | 山西きよ       | 茨城県東茨城郡小川町長     | 成立   | 下記の同町議会解散請求とのダブルリコールの成立。 出直し選挙に立候補するも落選。 |
| 1959年4月17日  | 蔵本恒之       | 岡山県小田郡北川村長       | 不成立 |                                                                                 |
| 1959年4月19日  |                | 長野県下伊那郡平谷村長     | 不成立 |                                                                                 |
| 1959年5月23日  | 佐々木正身     | 東京都青ヶ島村長           | 成立   |                                                                                 |
| 1959年7月12日  | 山田悦美       | 長崎県南松浦郡富江町長     | 不成立 |                                                                                 |
|                | 根本馨         | 茨城県猿島郡猿島町長       | 不成立 |                                                                                 |
| 1960年6月8日   | 加藤武雄       | 宮城県栗原郡若柳町長       | 成立   |                                                                                 |

##### 1960年代
1960年（昭和35年）6月1日から1970年（昭和45年）3月31日までの期間に、本請求に至った長の解職請求は8件、議員の解職請求は11件である。
| 住民投票日    | 氏名     | 役職                     | 結果   | 備考                  |
| ------------- | -------- | ------------------------ | ------ | --------------------- |
| 1960年9月18日 |          | 大阪府北河内郡四條畷町長 | 成立   |                       |
| 1961年4月9日  | 高橋万作 | 栃木県芳賀郡市貝村長     | 不成立 |                       |
|               |          | 兵庫県津名郡淡路町長     |        | 1961年4月7日請求受理  |
|               | 石崎克平 | 秋田県仙北郡太田村長     |        | 1961年9月1日請求受理  |
| 1962年7月29日 |          | 兵庫県三原郡三原町長     |        |                       |
|               | 麓勇吉   | 秋田県北秋田郡比内町長   |        | 1962年5月16日請求受理 |
| 1962年9月14日 | 池上春雄 | 熊本県玉名郡三加和村長   | 不成立 |                       |
| 1964年2月20日 | 倉持義之 | 茨城県猿島郡猿島町長     | 不成立 |                       |
| 1964年8月28日 | 坂田勝喜 | 熊本県八代郡千丁村長     | 成立   |                       |
| 1965年2月10日 | 石崎克平 | 秋田県仙北郡太田村長     | 不成立 |                       |
| 1968年5月15日 | 鈴木重夫 | 千葉県山武郡山武町長     | 成立   |                       |

##### 1970年代
1970年（昭和45年）4月1日から1980年（昭和55年）3月31日までの期間に、本請求に至った長の解職請求は8件、議員の解職請求は7件である。
| 住民投票日     | 氏名       | 役職                   | 結果   | 備考                                       |
| -------------- | ---------- | ---------------------- | ------ | ------------------------------------------ |
| 1970年7月29日  | 斗賀重太郎 | 青森県上北郡東北町長   | 不成立 |                                            |
| 1970年8月2日   | 神田喜一郎 | 鹿児島県大島郡天城町長 | 不成立 |                                            |
| 1971年6月20日  | 薄井与兵衛 | 茨城県那珂湊市長       | 成立   | 出直し選挙に立候補せず。                   |
| 1972年12月24日 | 荻原麟次郎 | 秋田県秋田市長         | 成立   | 県庁所在地では初。出直し選挙に立候補せず。 |
| 1973年6月4日   | 寺下力三郎 | 青森県上北郡六ヶ所村長 | 不成立 | 「むつ小川原開発」問題。                   |
| 1977年3月27日  | 北原義正   | 熊本県玉名郡南関町長   | 不成立 |                                            |
| 1978年3月5日   | 山本清吉   | 長崎県下県郡美津島町長 | 成立   |                                            |
| 1978年3月26日  | 主藤孝     | 長崎県下県郡厳原町長   | 成立   |                                            |

##### 1980年代
1980年（昭和55年）4月1日から1989年（平成01年）3月31日までの期間に、本請求に至った長の解職請求は16件、議員の解職請求は13件である。
| 住民投票日     | 氏名       | 役職                     | 結果   | 備考 |
| -------------- | ---------- | ------------------------ | ------ | --- |
| 1980年10月26日 | 吉田良治   | 宮崎県児湯郡新富町長     | 不成立 | |
| 1981年1月18日  | 村崎年幸   | 熊本県八代郡東陽村長     | 成立   | |
| 1981年3月8日   | 藤戸進     | 高知県高岡郡窪川町長     | 成立   | |
| 1981年12月20日 | 浜崎昌弘   | 熊本県天草郡苓北町長     | 不成立 | |
| 1982年11月28日 | 山本武夫   | 奈良県北葛城郡香芝町長   | 不成立 | |
| 1983年3月20日  | 植松義忠   | 静岡県富士宮市長         | 成立   | 下記の同市議会解散請求とのダブルリコールの成立。 直後の統一地方選で行われた出直し市長選で落選。 1987年市長選にも敗れる。 |
| 1983年10月23日 | 佐野小太郎 | 宮城県黒川郡大衡村長     | 不成立 | |
| 1984年10月14日 | 森川繁喜   | 広島県竹原市長           | 不成立 | 建設工事に関連する不祥事。                                                                                               |
| 1985年1月13日  | 吉野都美男 | 埼玉県北埼玉郡南河原村長 | 成立   | 業務上横領及び背任罪により逮捕起訴されたことによる。 同一人物による1回目のリコール。                                     |
| 1985年2月17日  | 新開義喜   | 福岡県山門郡三橋町長     | 成立   | 合併問題。 |
| 1985年8月25日  | 三浦寅三   | 山梨県南都留郡足和田村長 | 不成立 | 長期総合計画に反する施策を実行しようとしたことによる。                                                                   |
| 1986年3月23日  | 富野暉一郎 | 神奈川県逗子市長         | 不成立 | 池子米軍住宅建設問題。                                                                                                   |
| 1987年4月26日  | 吉田泰一郎 | 奈良県大和郡山市長       | 不成立 | |
| 1989年3月19日  | 中村太郎   | 大分県別府市長           | 不成立 | 不詳 |
| 1989年4月29日  | 森田稔夫   | 青森県五所川原市長       | 成立   | |

##### 1989年度から1998年度
1989年（平成01年）4月1日から1999年（平成11年）3月31日までの期間に、本請求に至った長の解職請求は4件、議員の解職請求は12件である。
| 住民投票日    | 氏名       | 役職                     | 結果   | 備考                                            |
| ------------- | ---------- | ------------------------ | ------ | ----------------------------------------------- |
| 1991年8月4日  | 吉元実     | 福岡県築上郡築城町長     | 成立   |                                                 |
| 1993年6月12日 | 中村勝人   | 山口県宇部市長           |        | 本請求成立後辞職。 出直し選挙に立候補せず引退。 |
| 1993年11月4日 | 高松隆三   | 青森県北津軽郡市浦村長   | 不成立 |                                                 |
| 1999年1月31日 | 吉野都美男 | 埼玉県北埼玉郡南河原村長 | 成立   | 同一人物による2回目のリコール。                 |

##### 1999年度から2008年度
1999年（平成11年）4月1日から2009年（平成21年）3月31日までの期間に、本請求に至った長の解職請求は23件、議員の解職請求は14件である。
| 住民投票日     | 氏名       | 役職                       | 結果   | 備考 |
| -------------- | ---------- | -------------------------- | ------ | --- |
| 2003年2月16日  | 関口隆正   | 群馬県勢多郡富士見村長     | 成立   | 出直し選挙に立候補するも落選。                                                                          |
| 2003年3月9日   | 大野和三郎 | 滋賀県犬上郡豊郷町長       | 成立   | 出直し選挙で当選。                                                                                      |
| 2003年8月31日  | 北村正二   | 滋賀県滋賀郡志賀町長       | 成立   | |
| 2004年1月11日  | 徳永繁富   | 長崎県西彼杵郡香焼町長     | 成立   | 出直し選挙で当選。                                                                                      |
| 2004年8月29日  | 辻嘉右エ門 | 福井県鯖江市長             | 成立   | 出直し選挙に立候補するも落選。                                                                          |
| 2004年9月19日  | 大久保司   | 茨城県結城郡八千代町長     | 不成立 | 不詳 |
| 2004年10月31日 | 倉田定宣   | 香川県三豊郡三野町長       | 成立   | 次の選挙で敗れる。                                                                                      |
| 2004年11月21日 | 河野敏郎   | 静岡県榛原郡川根町長       | 成立   | 不詳 |
| 2004年12月5日  | 箱山好猷   | 長野県小県郡真田町長       | 不成立 | 市町村合併の是非を問う解職請求がなされ、反対多数で否決。 真田町は2006年に上田市・丸子町・武石村と合併。 |
| 2004年12月26日 | 加藤新吉   | 青森県南津軽郡浪岡町長     | 成立   | 不詳 |
| 2005年1月23日  | 尾崎忠信   | 岡山県和気郡佐伯町長       | 成立   | 下記の同町議会解散請求とのダブルリコールの成立。                                                        |
| 2005年1月23日  | 岡本研一   | 佐賀県東松浦郡七山村長     | 成立   | |
| 2005年1月30日  | 庄司忠夫   | 千葉県安房郡和田町議会議員 | 成立   | 不詳 |
| 2005年4月10日  | 野髙貴雄   | 茨城県稲敷郡河内町長       | 成立   | 出直し選挙で当選。                                                                                      |
| 2005年8月21日  | 辻本仁至   | 和歌山県伊都郡高野口町長   | 不成立 | |
| 2005年8月21日  | 浜川健     | 沖縄県宮古郡伊良部町長     | 不成立 | |
| 2005年10月30日 | 飯塚富雄   | 茨城県結城郡石下町長       | 不成立 | |
| 2006年1月29日  | 中尾嘉伸   | 岡山県津山市長             | 成立   | 次の選挙で敗れる。                                                                                      |
| 2006年2月19日  | 小林正明   | 神奈川県津久井郡城山町長   | 成立   | 相模原市との合併問題 次の選挙に立候補せず。 後に相模原市議会議員に立候補し当選。                        |
| 2006年7月23日  | 岡武男     | 愛媛県北宇和郡松野町長     | 不成立 | |
| 2008年3月23日  | 松尾國玄   | 徳島県板野郡上板町長       | 成立   | し尿処理問題。                                                                                          |
| 2009年3月29日  | 岡野俊昭   | 千葉県銚子市長             | 成立   | 市立病院の休止。 次の選挙で敗れる。                                                                     |

##### 2009年度から2017年度
2009年（平成21年）4月1日から2018年（平成30年）3月31日までの期間に、本請求に至った長の解職請求は7件、議員の解職請求は1件である。
| 住民投票日     | 氏名     | 役職                   | 結果   | 備考                                                                                         |
| -------------- | -------- | ---------------------- | ------ | -------------------------------------------------------------------------------------------- |
| 2009年8月9日   | 谷育造   | 栃木県下都賀郡岩舟町長 | 成立   | 市町村合併。 次の選挙に立候補せず。 後に岩舟町議会議員、栃木市議会議員に立候補し当選。       |
| 2009年8月23日  | 津村孝司 | 滋賀県蒲生郡安土町長   | 成立   | 市町村合併。                                                                                 |
| 2009年12月27日 | 小川利彦 | 千葉県印旛郡本埜村長   | 成立   | 市町村合併。                                                                                 |
| 2010年12月5日  | 竹原信一 | 鹿児島県阿久根市長     | 成立   | 市政の混乱。 次の選挙で敗れる（2011年阿久根市長選挙）。 2015年・2019年の同市長選にも敗れる。 |
| 2012年3月18日  | 佐藤公敏 | 静岡県榛原郡川根本町長 | 不成立 | 情報通信整備事業。 次の選挙で敗れる。                                                        |
| 2012年10月21日 | 石田寿一 | 山梨県南都留郡西桂町長 | 成立   | 公職選挙法違反疑い。 下記の同町議会解散請求とのダブルリコールの成立。                        |
| 2013年2月3日   | 正木篤   | 広島県議会議員         | 成立   | 無免許運転による有罪判決。 都道府県議会議員に対してリコールが成立した初の事例。              |
| 2017年10月8日  | 相馬宏行 | 静岡県賀茂郡河津町長   | 成立   | 複合施設の建設。 次の選挙で敗れる。                                                          |

##### 2018年度以後
| 住民投票日    | 氏名     | 役職                       | 結果 | 備考                                                      |
| ------------- | -------- | -------------------------- | ---- | --------------------------------------------------------- |
| 2020年12月6日 | 新井祥子 | 群馬県吾妻郡草津町議会議員 | 成立 | 議員の言動。失職のまま。                                  |
| 2023年9月24日 | 松本一彦 | 神奈川県足柄下郡真鶴町長   | 成立 | 選挙人名簿の不正利用、町政の混乱。 次の選挙に立候補せず。 |
| 2025年3月23日 | 馬場高志 | 福岡県三潴郡大木町議会議員 | 成立 | 酒気帯び運転による罰金刑を受けての辞職勧告決議を拒否。    |

その他の事例
- 西尾愛治 - 鳥取県知事。1954年、長期間の海外視察が問題となり、県民からリコール運動が起き、住民投票の前に知事を辞職。出直し知事選で落選。
- 幡谷仙三郎 - 茨城県小川町長。1957年、町内に航空自衛隊の基地（百里基地）を誘致したが、基地反対派の町民からリコール運動が起き、住民投票の前に町長を辞職。
- 菅原康平 - 宮城県石巻市長。2002年、自身が社長を務める会社への架空工事事件が発覚し、市議会では事件に関する百条委員会が開かれ、石巻市役所も家宅捜索を受けた。市民からリコール運動が起き、住民投票を前に市長を辞職。
- 増田実 - 埼玉県幸手市長。2003年、幸手市と茨城県猿島郡五霞町との越境合併を望んだが、市民の間に県内の久喜市と鷲宮町との合併を望む声が起き、市議選でも県内合併派の議員が多数を占めた。増田は五霞町との合併に固執したため、県内の町村との合併派の市民団体からリコール運動が起き、住民投票の前に市長を辞職。出直し市長選で落選。
- 樋渡啓祐 - 佐賀県武雄市長。2008年、武雄市内の自治体病院の経営形態を巡り、市民からリコール運動が起き、住民投票の前に市長を辞職。出直し市長選で当選。
- 大山耕二 - 岐阜県中津川市長。2011年12月5日、リコールを問う住民投票が告示され[37]、25日に行われる予定だったが、22日に市長を辞任したため行われなかった[14][38]。
- 白戸仲久 - 茨城県古河市長。古河市に建設予定の図書館や大ホールなどを備えた文化施設の費用が高価であることや建設予定地が産業廃棄物の最終処分地の跡地であることが問題とされ、リコール運動が起き、解職を求める署名が住民投票に必要な有権者の3分の1(3万9451人)を超え、住民投票の実施が可能となったため、市長を辞職。出直し市長選で落選。
- 大村秀章 - 愛知県知事。2020年11月4日（一部地域では12月まで）までを期限としてリコールを問う住民投票を行うための署名が集められたが、住民投票の実施に必要な署名数を集められなかった。また、期間終了後に署名の大規模な偽造が発覚し、後にリコール団体の事務局長を含む複数の関係者が地方自治法違反で逮捕される事態に至った[39][40][41][42]。

- 村上孝治 - 愛知県東栄町長。2021年5月までにリコールを問う住民投票に必要な数の署名が集まったが[43]、住民投票の実施確定前の6月30日に町長を辞職したため行われなかった[44]。8月8日に出直し町長選が行われ、村上が再選した[45]。
- 内藤佐和子 - 徳島県徳島市長。2022年3月4日、市民団体「内藤市長リコール住民投票の会」は内藤のリコール署名7万1551筆の名簿を徳島市選挙管理委員会に提出[46]。同年3月24日、市選管は、有効署名が6万6398筆だったとの審査結果を発表した。住民投票実施に必要な有権者（21万1980人、3月1日現在）の3分の1にあたる7万660人には達しなかった[47]。3月28日、内藤は記者団に対し、署名の一部に偽造があるとして、地方自治法違反（署名偽造）の疑いで徳島県警に被疑者不詳で刑事告訴する意向を表明した[48][49]。

#### 解散請求

##### 1940年代
1947年（昭和22年）5月3日から1950年（昭和25年）5月14日までの期間に、本請求に至った議会の解散請求は66件である。
| 住民投票日     | 議会名                     | 結果   | 備考                                                                                    |
| -------------- | -------------------------- | ------ | --------------------------------------------------------------------------------------- |
| 1948年6月30日  | 岩手県気仙郡高田町議会     |        |                                                                                         |
| 1948年7月7日   | 石川県江沼郡山代町議会     | 成立   | 町側が提訴したので解散は凍結され、任期満了まで至った。 全国初の地方議会のリコール成立。 |
| 1948年7月14日  | 山口県萩市議会             | 不成立 |                                                                                         |
| 1948年7月20日  | 鹿児島県曽於郡恒吉村議会   | 成立   |                                                                                         |
| 1948年7月23日  | 秋田県南秋田郡天王村議会   | 不成立 |                                                                                         |
| 1948年7月29日  | 新潟県南蒲原郡福島村議会   | 成立   |                                                                                         |
| 1948年8月9日   | 岡山県小田郡稲倉村議会     | 不成立 |                                                                                         |
| 1948年8月29日  | 広島県安芸郡府中町議会     |        | 総辞職                                                                                  |
| 1948年9月19日  | 福岡県田川郡猪位金村議会   | 不成立 |                                                                                         |
| 1948年10月5日  | 北海道虻田郡豊浦町議会     | 成立   |                                                                                         |
| 1948年10月18日 | 長崎県下県郡厳原町議会     | 成立   | 上記の町長とのダブルリコールの成立。                                                    |
| 1948年10月26日 | 福島県安積郡大槻町議会     | 不成立 |                                                                                         |
| 1948年10月29日 | 長崎県南高来郡有家村議会   | 成立   |                                                                                         |
| 1948年11月1日  | 青森県北津軽郡相内村議会   | 成立   |                                                                                         |
| 1948年11月1日  | 福井県丹生郡糸生村議会     | 成立   |                                                                                         |
| 1948年11月10日 | 長野県南佐久郡岸野村議会   |        | 不信任決議により解散                                                                    |
| 1948年11月15日 | 鳥取県八頭郡智頭町議会     |        | 総辞職                                                                                  |
| 1948年11月23日 | 茨城県猿島郡古河町議会     | 不成立 |                                                                                         |
| 1948年11月24日 | 埼玉県大里郡花園村議会     | 不成立 |                                                                                         |
| 1948年12月2日  | 広島県賀茂郡竹原町議会     | 成立   |                                                                                         |
| 1948年12月5日  | 新潟県刈羽郡中里村議会     | 不成立 |                                                                                         |
| 1948年12月5日  | 愛媛県新居郡大保木村議会   | 不成立 |                                                                                         |
| 1948年12月7日  | 山梨県南都留郡道志村議会   |        | 総辞職                                                                                  |
| 1948年12月15日 | 茨城県久慈郡黒沢村議会     | 成立   |                                                                                         |
| 1948年12月18日 | 高知県幡多郡大田町議会     | 成立   |                                                                                         |
| 1948年12月20日 | 宮城県玉造郡一栗村議会     | 成立   |                                                                                         |
| 1949年1月30日  | 千葉県匝瑳郡八日市場町議会 | 成立   |                                                                                         |
| 1949年2月1日   | 広島県豊田郡忠海町議会     | 成立   |                                                                                         |
| 1949年2月13日  | 東京都南多摩郡堺村議会     | 不成立 |                                                                                         |
| 1949年3月15日  | 福島県大沼郡永井野村議会   |        | 総辞職                                                                                  |
| 1949年3月17日  | 青森県西津軽郡出精村議会   | 成立   |                                                                                         |
| 1949年4月2日   | 長崎県南高来郡西郷村議会   | 不成立 |                                                                                         |
| 1949年4月4日   | 鳥取県東伯郡舎人村議会     |        | 総辞職                                                                                  |
| 1949年4月9日   | 埼玉県南埼玉郡太田村議会   | 不成立 |                                                                                         |
| 1949年4月14日  | 大分県南海部郡下入津村議会 | 成立   |                                                                                         |
| 1949年4月22日  | 熊本県天草郡二江町議会     | 不成立 |                                                                                         |
| 1949年4月25日  | 北海道美国郡美国町議会     | 成立   |                                                                                         |
| 1949年4月27日  | 福井県坂井郡木部村議会     | 不成立 |                                                                                         |
| 1949年5月1日   | 山口県玖珂郡高森町議会     | 成立   |                                                                                         |
| 1949年5月2日   | 宮城県栗原郡築館町議会     | 成立   |                                                                                         |
| 1949年5月18日  | 島根県美濃郡二川村議会     |        |                                                                                         |
| 1949年5月28日  | 岩手県西磐井郡油島村議会   | 成立   |                                                                                         |
| 1949年6月25日  | 東京都北多摩郡清瀬村議会   |        | 賛成多数・異議申立                                                                      |
| 1949年7月12日  | 岐阜県稲葉郡厚見村議会     | 成立   |                                                                                         |
| 1949年10月5日  | 山口県下松市議会           | 成立   |                                                                                         |
| 1949年10月14日 | 大分県下毛郡下郷村議会     |        |                                                                                         |

##### 1950年代
1950年（昭和25年）5月15日から1960年（昭和35年）5月31日までの期間に、本請求に至った議会の解散請求は48件である。
| 住民投票日     | 議会名                       | 結果   | 備考                                             |
| -------------- | ---------------------------- | ------ | ------------------------------------------------ |
| 1951年3月14日  | 岩手県江刺郡玉里村議会       | 成立   |                                                  |
| 1951年3月16日  | 新潟県東頸城郡大島村議会     | 不成立 |                                                  |
| 1951年11月27日 | 茨城県稲敷郡源清田村議会     |        | 投票前に総辞職                                   |
| 1952年10月24日 | 鹿児島県日置郡伊集院町議会   | 成立   |                                                  |
| 1952年12月26日 | 茨城県稲敷郡柴崎村議会       | 不成立 |                                                  |
| 1953年1月23日  | 北海道積丹郡余別村議会       | 成立   |                                                  |
| 1953年2月7日   | 栃木県足利郡菱村議会         | 成立   |                                                  |
| 1953年3月31日  | 長野県北安曇郡会染村議会     | 不成立 |                                                  |
| 1953年7月14日  | 滋賀県坂田郡大原村議会       | 成立   |                                                  |
| 1953年7月19日  | 大分県南海部郡下堅田村議会   | 不成立 |                                                  |
| 1953年11月12日 | 三重県鈴鹿郡白川村議会       | 不成立 |                                                  |
| 1954年1月14日  | 岡山県真庭郡二川村議会       | 成立   | 3月1日に県選挙管理委員会裁決により不成立となる。 |
| 1954年1月20日  | 北海道上磯郡上磯町議会       | 成立   |                                                  |
| 1954年1月30日  | 徳島県麻植郡三山村議会       | 成立   |                                                  |
| 1954年5月12日  | 岡山県御津郡建部町議会       | 成立   |                                                  |
| 1954年7月26日  | 京都府中郡五十河村議会       | 成立   |                                                  |
| 1954年9月13日  | 長崎県南松浦郡日島村議会     | 不成立 |                                                  |
| 1954年9月26日  | 山形県北村山郡袖崎村議会     | 成立   |                                                  |
| 1954年10月3日  | 山形県東置賜郡糠野目村議会   | 成立   |                                                  |
| 1954年11月10日 | 山口県熊毛郡伊保庄村議会     | 成立   |                                                  |
| 1954年12月7日  | 山形県北村山郡大高根村議会   | 不成立 |                                                  |
| 1954年12月8日  | 岩手県東磐井郡奥玉村議会     | 成立   |                                                  |
| 1955年1月5日   | 茨城県東茨城郡河和田村議会   | 成立   |                                                  |
| 1956年4月19日  | 京都府竹野郡網野町議会       | 不成立 |                                                  |
| 1956年11月26日 | 熊本県上益城郡河原村議会     | 成立   |                                                  |
| 1957年3月24日  | 大阪府泉北郡信太村議会       | 成立   |                                                  |
| 1957年4月14日  | 三重県桑名郡木曽岬村議会     | 成立   |                                                  |
| 1957年7月28日  | 徳島県那賀郡羽ノ浦町議会     | 成立   |                                                  |
| 1957年11月25日 | 和歌山県南牟婁郡神志山村議会 | 不成立 |                                                  |
| 1958年1月18日  | 栃木県那須郡湯津上村議会     | 不成立 |                                                  |
| 1958年3月1日   | 熊本県球磨郡岡原村議会       | 不成立 |                                                  |
| 1958年3月29日  | 千葉県君津郡小櫃村議会       | 成立   |                                                  |
| 1958年4月30日  | 広島県佐伯郡大野町議会       | 成立   |                                                  |
| 1958年6月28日  | 島根県能義郡布部村議会       | 不成立 |                                                  |
| 1958年11月24日 | 徳島県那賀郡羽ノ浦町議会     | 成立   |                                                  |
| 1959年2月7日   | 茨城県東茨城郡小川町議会     | 成立   | 上記の町長とのダブルリコールの成立。             |
| 1959年2月20日  | 岡山県小田郡北川村議会       | 成立   |                                                  |

##### 1960年代
1960年（昭和35年）6月1日から1970年（昭和45年）3月31日までの期間に、本請求に至った議会の解散請求は14件である。
| 住民投票日     | 議会名                     | 結果 | 備考                                    |
| -------------- | -------------------------- | ---- | --------------------------------------- |
| 1961年6月20日  | 北海道千歳市議会           | 成立 |                                         |
| 1961年8月13日  | 岩手県下閉伊郡新里村議会   | 成立 |                                         |
| 1962年6月29日  | 東京都立川市議会           | 成立 |                                         |
| 1962年7月29日  | 愛知県碧海郡知立町議会     | 成立 |                                         |
|                | 高知県幡多郡大正町議会     |      | 縦覧期間中異議申立1963年7月19日地裁決定 |
| 1963年2月16日  | 佐賀県三養基郡基山町議会   | 成立 |                                         |
| 1965年4月18日  | 北海道空知郡中富良野町議会 | 成立 |                                         |
| 1965年6月20日  | 静岡県引佐郡三ケ日町議会   | 成立 |                                         |
| 1966年2月11日  | 宮城県栗原郡瀬峰町議会     | 成立 |                                         |
| 1966年7月31日  | 佐賀県神埼郡神埼町議会     | 成立 |                                         |
| 1966年10月12日 | 熊本県阿蘇郡阿蘇町議会     | 成立 |                                         |
| 1966年10月26日 | 新潟県中頸城郡吉川町議会   | 成立 |                                         |
| 1968年9月20日  | 鹿児島県姶良郡栗野町議会   | 成立 |                                         |
| 1968年12月26日 | 愛媛県宇摩郡新宮村議会     | 成立 |                                         |
| 1969年1月26日  | 秋田県南秋田郡八郎潟町議会 | 成立 |                                         |
| 1969年8月7日   | 北海道中川郡風連町議会     | 成立 |                                         |

##### 1970年代
1970年（昭和45年）4月1日から1980年（昭和55年）3月31日までの期間に、本請求に至った議会の解散請求は9件である。
| 住民投票日     | 議会名                     | 結果   | 備考                     |
| -------------- | -------------------------- | ------ | ------------------------ |
| 1970年8月4日   | 高知県吾川郡吾北村議会     | 不成立 |                          |
| 1971年4月11日  | 新潟県直江津市議会         | 不成立 |                          |
| 1973年5月13日  | 青森県上北郡六ヶ所村議会   | 不成立 | 「むつ小川原開発」問題。 |
| 1973年8月26日  | 神奈川県津久井郡藤野町議会 | 不成立 |                          |
| 1973年12月9日  | 青森県上北郡天間林村議会   | 成立   |                          |
| 1975年11月16日 | 岡山県勝田郡勝央町議会     | 不成立 |                          |
| 1978年3月26日  | 栃木県下都賀郡壬生町議会   | 成立   |                          |
| 1978年4月9日   | 福岡県小郡市議会           | 成立   |                          |
| 1978年9月10日  | 広島県賀茂郡豊栄町議会     | 成立   |                          |
| 1979年4月1日   | 群馬県高崎市議会           | 成立   |                          |

##### 1980年代
1980年（昭和55年）4月1日から1989年（平成01年）3月31日までの期間に、本請求に至った議会の解散請求は5件である。
| 住民投票日     | 議会名                   | 結果   | 備考                                           |
| -------------- | ------------------------ | ------ | ---------------------------------------------- |
| 1981年3月1日   | 北海道虻田郡喜茂別町議会 | 不成立 |                                                |
| 1982年12月19日 | 宮城県栗原郡築館町議会   | 成立   |                                                |
| 1983年3月20日  | 静岡県富士宮市議会       | 成立   | 上記の植松義忠同市長とのダブルリコールの成立。 |
| 1986年3月2日   | 神奈川県逗子市議会       | 成立   | 池子米軍住宅建設問題。                         |
| 1988年11月6日  | 沖縄県国頭郡金武町議会   | 成立   |                                                |

##### 1989年度から1998年度
1989年（平成01年）4月1日から1999年（平成11年）3月31日までの期間に、本請求に至った議会の解散請求は7件である。
| 住民投票日     | 議会名                   | 結果   | 備考 |
| -------------- | ------------------------ | ------ | ---- |
| 1989年12月3日  | 鹿児島県阿久根市議会     | 不成立 |      |
| 1993年11月21日 | 新潟県佐渡郡佐和田町議会 | 成立   |      |
| 1997年7月6日   | 静岡県田方郡修善寺町議会 | 成立   |      |
| 1998年7月12日  | 岡山県和気郡佐伯町議会   | 不成立 |      |
| 1999年5月30日  | 茨城県鹿島郡旭村議会     | 成立   |      |

##### 1999年度から2008年度
1999年（平成11年）4月1日から2009年（平成21年）3月31日までの期間に、本請求に至った議会の解散請求は39件である。
| 住民投票日     | 議会名                       | 結果   | 備考                                   |
| -------------- | ---------------------------- | ------ | -------------------------------------- |
| 1999年10月17日 | 岐阜県揖斐郡藤橋村議会       | 成立   |                                        |
| 2000年5月14日  | 新潟県刈羽郡小国町議会       | 成立   |                                        |
| 2002年4月21日  | 宮崎県西臼杵郡北浦町議会     | 成立   |                                        |
| 2002年6月23日  | 高知県長岡郡本山町議会       | 成立   |                                        |
| 2002年10月6日  | 山口県熊毛郡熊毛町議会       | 成立   | 不詳                                   |
| 2002年12月22日 | 愛媛県伊予郡砥部町議会       | 成立   |                                        |
| 2003年8月3日   | 広島県庄原市議会             | 成立   |                                        |
| 2003年9月14日  | 新潟県両津市議会             | 不成立 |                                        |
| 2003年10月26日 | 香川県東かがわ市議会         | 成立   | 不詳                                   |
| 2004年5月16日  | 山口県周南市議会             | 成立   | 不詳                                   |
| 2004年7月11日  | 佐賀県東松浦郡七山村議会     | 成立   |                                        |
| 2004年9月5日   | 兵庫県赤穂郡上郡町議会       | 成立   |                                        |
| 2004年12月12日 | 福岡県嘉穂郡桂川町議会       | 成立   |                                        |
| 2005年1月23日  | 山形県東田川郡三川町議会     | 成立   |                                        |
| 2005年1月23日  | 岡山県和気郡佐伯町議会       | 成立   | 上記の同町長とのダブルリコールの成立。 |
| 2005年1月30日  | 三重県南牟婁郡御浜町議会     | 不成立 |                                        |
| 2005年1月30日  | 山口県熊毛郡田布施町議会     | 成立   | 不詳                                   |
| 2005年1月30日  | 長崎県五島市議会             | 成立   | 不詳                                   |
| 2005年2月6日   | 青森県下北郡大畑町議会       | 成立   |                                        |
| 2005年2月20日  | 愛知県海部郡十四山村議会     | 成立   |                                        |
| 2005年2月27日  | 京都府北桑田郡美山町議会     | 不成立 |                                        |
| 2005年3月20日  | 長崎県南松浦郡新上五島町議会 | 成立   |                                        |
| 2005年3月20日  | 宮崎県東諸県郡高岡町議会     | 成立   |                                        |
| 2005年4月24日  | 徳島県吉野川市議会           | 成立   | 不詳                                   |
| 2005年5月22日  | 滋賀県滋賀郡志賀町議会       | 不成立 |                                        |
| 2005年5月29日  | 茨城県猿島郡境町議会         | 成立   |                                        |
| 2005年6月5日   | 福岡県三池郡高田町議会       | 成立   |                                        |
| 2005年6月12日  | 神奈川県津久井郡相模湖町議会 | 不成立 |                                        |
| 2005年7月17日  | 長崎県壱岐市議会             | 成立   |                                        |
| 2005年8月28日  | 岡山県総社市議会             | 成立   | 不詳                                   |
| 2005年9月18日  | 長野県木曽郡王滝村議会       | 成立   |                                        |
| 2005年9月25日  | 鹿児島県熊毛郡上屋久町議会   | 成立   |                                        |
| 2005年10月16日 | 山口県美祢郡秋芳町議会       | 成立   |                                        |
| 2006年1月22日  | 群馬県群馬郡榛名町議会       | 不成立 |                                        |
| 2006年2月12日  | 茨城県東茨城郡城里町議会     | 成立   | 不詳                                   |
| 2006年7月2日   | 茨城県常陸太田市議会         | 成立   | 不詳                                   |
| 2006年7月2日   | 茨城県常陸大宮市議会         | 成立   | 不詳                                   |
| 2006年7月2日   | 熊本県下益城郡富合町議会     | 成立   |                                        |
| 2006年8月20日  | 茨城県桜川市議会             | 成立   | 不詳                                   |
| 2007年2月4日   | 福岡県飯塚市議会             | 成立   |                                        |

##### 2009年度から2017年度
2009年（平成21年）4月1日から2018年（平成30年）3月31日までの期間に、本請求に至った議会の解散請求は5件である。
| 住民投票日     | 議会名                   | 結果   | 備考                                                                           |
| -------------- | ------------------------ | ------ | ------------------------------------------------------------------------------ |
| 2010年2月14日  | 滋賀県蒲生郡安土町議会   | 成立   | 市町村合併。                                                                   |
| 2011年2月6日   | 愛知県名古屋市会         | 成立   | 市長公約の実現。 同年3月13日に選挙が実施された（2011年名古屋市議会議員選挙）。 |
| 2011年2月20日  | 鹿児島県阿久根市議会     | 成立   | 市政の混乱。                                                                   |
| 2012年3月18日  | 静岡県榛原郡川根本町議会 | 不成立 | 情報通信整備事業。                                                             |
| 2012年10月21日 | 山梨県南都留郡西桂町議会 | 成立   | 町長の公職選挙法違反疑い。 上記の石田寿一同町長とのダブルリコールの成立。      |

##### 2018年度から2022年度
2018年（平成30年）4月1日から2023年（令和5年）3月31日の期間に、本請求に至った議会の解散請求はない。

##### 2023年度以降
2023年（令和5年）4月1日以降に、本請求に至った議会の解散請求は以下のとおり。
| 住民投票日   | 議会名                 | 結果 | 備考                             |
| ------------ | ---------------------- | ---- | -------------------------------- |
| 2025年2月9日 | 宮崎県児湯郡川南町議会 | 成立 | 中学校統合問題を巡る町政の混乱。 |

## 地方自治法以外のリコール制度
地方教育行政法第8条や漁業法第99条などに制度がある。
教育委員の解職
有権者の3分の1以上（40万を超えるときは、40万を超える数の6分の1と40万の3分の1を合計した数以上、80万を超えるときは、80万を超える数の8分の1と40万の6分の1と40万の3分の1を合計した数以上）の署名を集めると、教育委員の解職を都道府県知事・市町村長に請求できる（地方教育行政法第8条第1項）。
教育委員の解職の請求は、就任から6ヶ月間及び地方議会の解職採決日から6ヶ月間はすることができない（地方教育行政法第8条第2項）。
請求が有効であれば、首長が議会に付議し、議員の3分の2以上が出席し、その4分の3以上の多数による同意があれば職を失う（地方教育行政法第8条第2項）。
1956年9月30日までの教育委員は公選制であり、地方自治法に定める普通地方公共団体の議会の議員の解職の請求の例によると規定されていた（教育委員会法第29条）。
海区漁業調整委員会公選委員の解職
海区漁業調整委員会公選委員の有権者の3分の1以上の署名を集めると、都道府県選挙管理委員会に請求できる（漁業法第99条第1項）。
請求が有効であれば、請求から60日以内に、その委員の選挙区（選挙区が無い場合は地方自治体全域）において住民投票が行われる（漁業法施行令第22条・地方自治法施行令第100条の2第1項）。解職投票の告示は、少なくとも投票日の30日前にしなければならない（漁業法施行令第22条・地方自治法施行令第100条の2第2項）。
解職投票において有効投票総数の過半数が賛成すれば、その委員は失職する（漁業法第99条第4項）。ただし、その委員が投票前に職を失い又は死亡した場合は投票を行わない（漁業法施行令第22条・地方自治法施行令第112条）。
選挙から6ヶ月間（無投票当選を除く）又は解職投票日から6ヶ月間は解職請求をすることができない（漁業法施行令第19条）。
旧農業委員会公選委員の解任
2016年3月31日までは農業委員会公選委員選挙の有権者の2分の1以上の同意を得て、選挙された農業委員会の委員の解任を市町村の選挙管理委員会に請求ができた（旧農業委員会法第14条第1項）。
請求が有効であれば、農業委員会公選委員は解任された（旧農業委員会法第14条第2項・第3項）。
選挙から6ヶ月間（無投票当選を除く）は解任請求をすることができなかった（旧農業委員会法第14条第4項）。